# أندريس موسكيرا (لاعب كرة قدم)
أندريس موسكيرا (بالإسبانية: Andrés Mosquera Guardia)‏ هو لاعب كرة قدم كولومبي في مركز الدفاع، ولد في 20 فبراير 1990 في Turbo, Colombia ‏ في كولومبيا. لعب مع إنديبندينتي ميديلين.

## وصلات خارجية
- أندريس موسكيرا (لاعب كرة قدم) على موقع الاتحاد الدولي (مؤرشف)  (الإنجليزية)
- أندريس موسكيرا (لاعب كرة قدم) على موقع قاعدة بيانات كرة القدم.إي يو (الإنجليزية)
- أندريس موسكيرا (لاعب كرة قدم) على موقع Soccerway.com (الإنجليزية)
- أندريس موسكيرا (لاعب كرة قدم) على موقع AS.com (الإسبانية)